# Ommidion modestum
Ommidion modestum là một loài bọ cánh cứng trong họ Cerambycidae.